# Annemarie Zimmermann
Annemarie Zimmermann, född den 10 juni 1940 i Lendersdorf, Tyskland, är en tysk och därefter västtysk kanotist.
Hon tog bland annat VM-guld i K-2 500 meter i samband med sprintvärldsmästerskapen i kanotsport 1963 i Jajce.